# Boca Bacalar Chico
Boca Bacalar Chico är ett sund på gränsen mellan Belize och Mexiko.